# Шевченко Олександр Йосипович
Олександр Йосипович Шевченко (4 серпня 1914, селище Томарівка, тепер Яковлівського району Бєлгородської області, Російська Федерація — 15 вересня 1985, місто Москва) — радянський військовик, Герой Радянського Союзу (1944). Командувач 38-ї армії Прикарпатського військового округу (з 1959 по 1961 рік), генерал-лейтенант (1961). Кандидат військових наук. Член Ревізійної Комісії КПУ в 1960—1961 роках.

## Біографія
Народився в селянській родині. Закінчив семирічну школу. Працював у місті Горлівці на Донбасі, на будівництві Харківського тракторного заводу. Закінчив школу фабрично-заводського навчання у місті Харкові. Працював токарем, механіком автобази будівельного тресту в Москві.
У 1933—1938 роках служив у Червоній армії. У 1936 році закінчив Саратовське бронетанкове училище. З 1939 року — знову в Червоній армії.
Учасник радянсько-німецької війни з 1941 року. З червня 1941 року — командир 3-го танкового батальйону 50-го танкового полку 25-ї танкової дивізії 13-го механізованого корпусу. Потім командував партизанським загоном особливого призначення, 261-м танковим батальйоном 70-ї танкової бригади 30-ї армії, танковим полком, 65-ю танковою бригадою 1-го механізованого (11-го танкового) корпусу. Служив заступником командира 12-го гвардійського танкового корпусу із стройової частини. З квітня 1945 року виконував обов'язки командира 12-го гвардійського танкового корпусу. Воював на Західному, Калінінському, Брянськом, 4-му Українському, 1-му Білоруському фронтах. Був шість разів поранений.
Член ВКП(б) з 1942 року.
У 1949 році закінчив Військову академію імені Фрунзе. Служив начальником штабу армії. У 1957 році закінчив Військову академію Генерального штабу.
У травні 1959 — березні 1961 року — командувач 38-ї загальновійськової армії Прикарпатського військового округу.
У березні — грудні 1961 року — начальник штабу — 1-й заступник командувача військ Білоруського військового округу.
У грудні 1961 — червні 1972 року — 1-й заступник командувача військ Приволзького військового округу.
У 1972—1975 роках — начальник факультету Військової академії бронетанкових військ.
З 1975 року — у відставці. Проживав у Москві, працював у військовому Науково-дослідному інституті. Похований на Кунцевському кладовищі.

## Звання
- капітан
- підполковник
- полковник
- генерал-майор танкових військ
- генерал-лейтенант (10.05.1961)

## Нагороди
- Герой Радянського Союзу (26.09.1944)
- три ордени Леніна (.12.1941, 26.09.1944, 31.05.1945)
- чотири ордени Червоного Прапора (.02.1942,.03.1943,)
- орден Суворова 2-го ст. (6.04.1945)
- орден Вітчизняної війни 1-го ст. (.10.1943)
- орден «За службу Батьківщині у Збройних Силах СРСР» 3-го ст.
- медалі
- почесний громадянин міста Волновахи Донецької області